# المحبة (مسلسل)
المحبة (بالإنجليزية: Loving)‏ هو مسلسل دراما تم إنتاجه في الولايات المتحدة. بدأ عرضه في سنة 1983 على هيئة الإذاعة الأمريكية. بلغ عدد حلقاته 3169 حلقة، وتبلغ مدة الحلقة الواحدة 30 دقيقة. المسلسل من تأليف أغنيس نيكسون ، تم بث المسلسل لأول مرة بتاريخ 26 يونيو 1983 بينما تم بث آخر حلقة منه بتاريخ 10 نوفمبر 1995. من بطولة ويسلي أدي، نانسي أديسون ألتمان، ستان ألبيرز وليندن أشبي.

## وصلات خارجية
- المحبة على موقع IMDb (الإنجليزية)
- المحبة على موقع كينوبويسك (الروسية)
- المحبة على موقع ألو سيني (الفرنسية)
- المحبة على موقع قاعدة بيانات الفيلم (الإنجليزية)